# Freedom at Point Zero
Freedom at Point Zero è un album del 1979 del gruppo rock Jefferson Starship.

## Tracce
1. Jane – 4:07
2. Lightning Rose – 4:36
3. Things To Come – 4:49
4. Awakening – 7:59
5. Girl With The Hungry Eyes – 3:28
6. Just The Same – 5:17
7. Rock Music – 3:35
8. Fading Lady Light – 3:39
9. Freedom At Point Zero – 4:25

## Formazione
- Mickey Thomas – voce
- Paul Kantner – chitarra
- Craig Chaquico – chitarra
- David Freiberg – basso
- Aynsley Dunbar – batteria